# Ouragan Rick
L'ouragan Rick est le deuxième ouragan le plus violent jamais enregistré dans le Pacifique et le plus violent enregistré durant un mois d'octobre.